# Mazeirat
Mazeirat – miejscowość i gmina we Francji, w regionie Nowa Akwitania, w departamencie Creuse.
Według danych na rok 1990 gminę zamieszkiwały 142 osoby, a gęstość zaludnienia wynosiła 18 osób/km² (wśród 747 gmin Limousin Mazeirat plasuje się na 479. miejscu pod względem liczby ludności, natomiast pod względem powierzchni na miejscu 599.).

## Populacja

Populacja Mazeirat w latach 1962–2008